# Bruno Cenghialta
Bruno Cenghialta (Montecchio Maggiore, 5 dicembre 1962) è un dirigente sportivo ed ex ciclista su strada italiano.
Professionista dal 1986 al 1998, vinse una tappa al Tour de France; dal 1999 al 2012 è stato direttore sportivo di squadre professionistiche, tra cui Alessio e Acqua & Sapone.

## Carriera
Professionista dal 1986 al 1998, militò in diverse formazioni italiane tra cui Magniflex-Centroscarpa, Ariostea e Gewiss/Batik. Prese parte al Tour de France per otto volte consecutive, dal 1990 al 1997; nell'edizione 1991 vinse anche una tappa, quella con arrivo a Castres. Nel 1994 si classificò secondo all'Amstel Gold Race e vinse la Coppa Bernocchi.
Dopo il ritiro ha diretto le formazioni professionistiche Amica Chips, Alessio e Fassa Bortolo. Dal 2006 al 2012 è stato quindi uno dei direttori sportivi dell'Acqua & Sapone di Palmiro Masciarelli.

## Palmarès
- 1985 (dilettanti)

Milano-Tortona
Circuito Castelnovese
- 1988 (Ariostea, una vittoria)

Classifica generale Schwanenbrau Cup
- 1991 (Ariostea, una vittoria)

14ª tappa Tour de France (Saint-Gaudens > Castres)
- 1994 (Gewiss, una vittoria)

Coppa Bernocchi

### Altri successi
- 1995 (Gewiss, una vittoria)

3ª tappa Tour de France (Mayenne > Alençon, cronosqudare)

## Piazzamenti

### Grandi Giri
- Giro d'Italia

1995: 11º
1996: 18º
1997: 40º
1998: 57º
- Tour de France

1990: 102º
1991: 56º
1992: ritirato
1993: 38º
1994: 25º
1995: 15º
1996: 56º
1997: 112º